# ماریان آدام
ماریان آدام (انگلیسی: Marián Adam؛ زادهٔ ۲۰ سپتامبر ۱۹۸۱) بازیکن فوتبال اهل اسلواکی است که برای آسکو رایفآیزن گوزا بازی می‌کند. 
وی همچنین در تیم‌های ملی فوتبال زیر ۱۷ سال اسلواکی، زیر ۱۸ سال اسلواکی, زیر ۱۹ سال اسلواکی، و زیر ۲۱ سال اسلواکی بازی کرده است.